# HMS Raleigh (1919)
HMS Raleigh was een van de vijf zware kruisers van de Hawkinsklasse gebouwd voor de Royal Navy tijdens de Eerste Wereldoorlog, al was het schip pas klaar in 1921. Ze was bij haar indienstneming toegewezen aan het North America and West Indies Station waar ze vaak als vlaggenschip fungeerde.
Na in 1921–22 verschillende havens in de Caraïbische Zee, Golf van Mexico en aan beide kusten van de Verenigde Staten en Canada bezocht te hebben, liep de Raleigh in augustus 1922 aan de grond in het Dominion Newfoundland. Daarbij lieten 12 bemanningsleden het leven.
Het marineschip kon ter plaatse gedeeltelijk geborgen worden en werd in 1926 met explosieven vernietigd, al is een deel van het wrak overgebleven in het erg ondiepe water bij Point Amour.

## Galerij

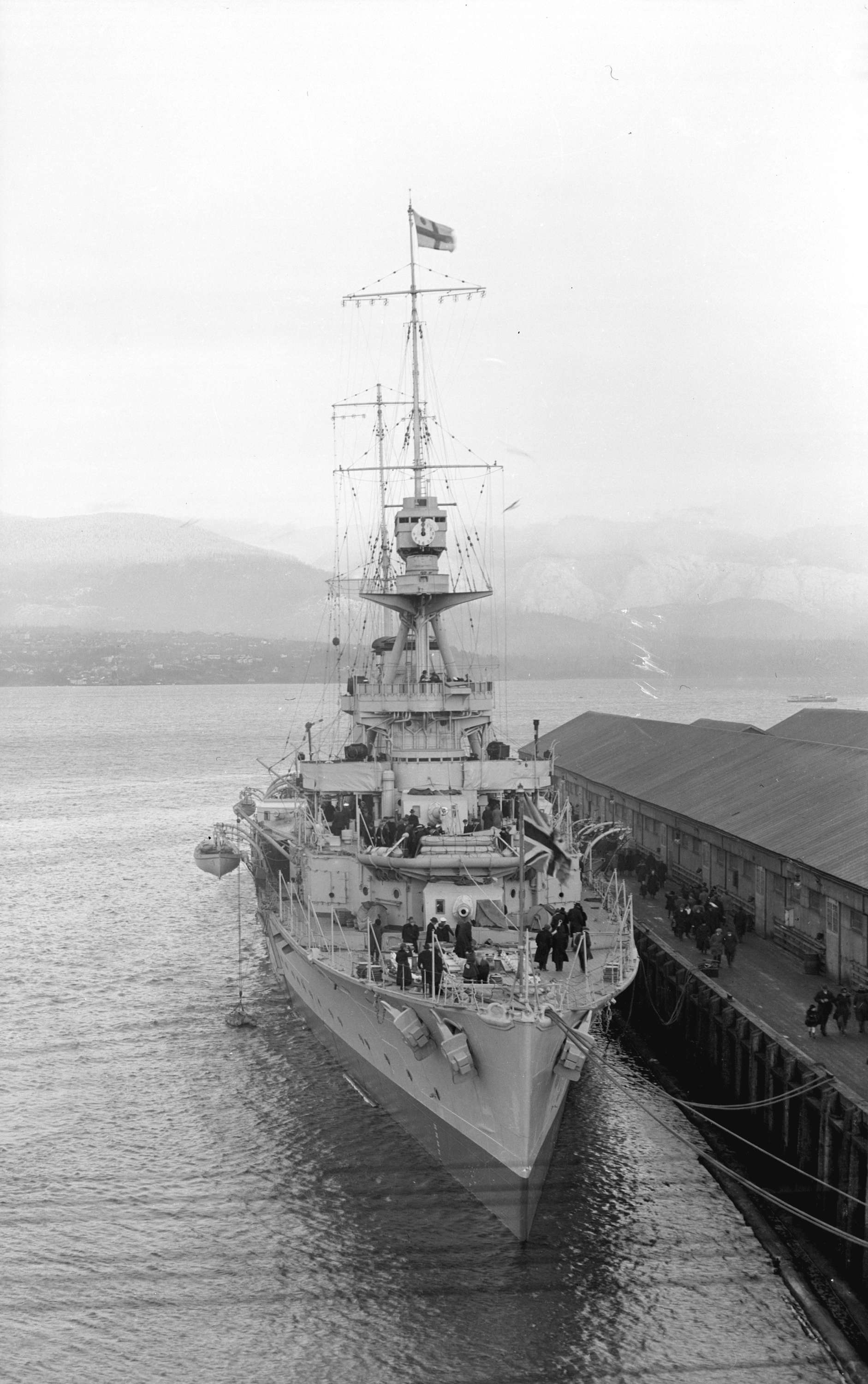
Frontaal beeld van het marineschip te Vancouver (december 1921)
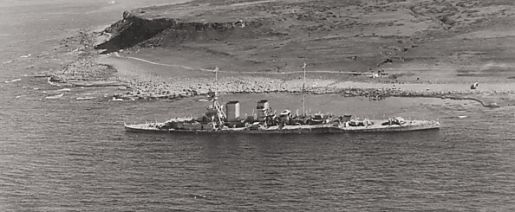
Luchtbeeld van het scheepswrak van de HMS Raleigh ter hoogte van Point Amour
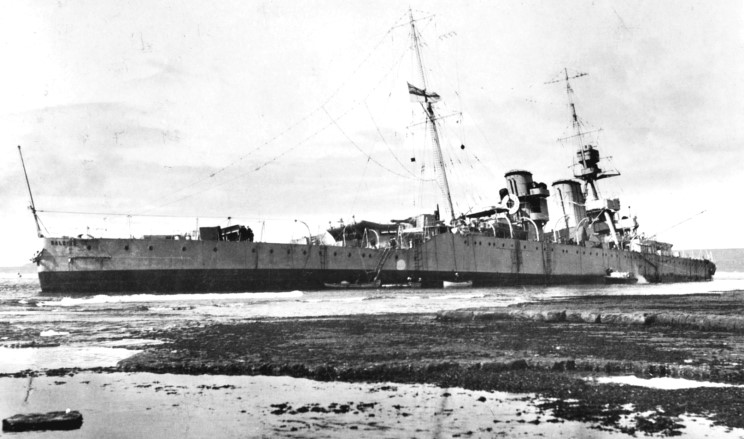
Beeld van het scheepswrak vanaf de kust